# Józef Gosławski
Józef Jan Gosławski (Polanówka, 1908. április 24. – Varsó, 1963. január 23.) lengyel szobrász- és éremművész. Érmék, emlékérmek és emlékművek alkotója, számos művészeti verseny díjazottja Lengyelországban.

## Galéria

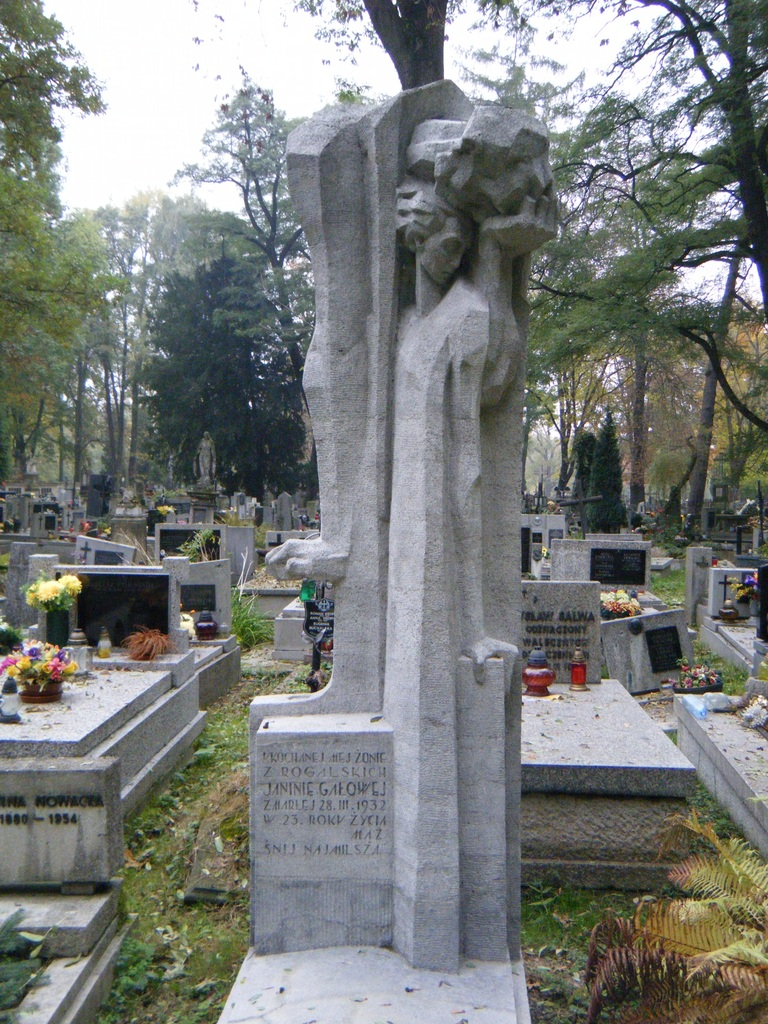
Janina Gałowa síremléke a krakkói Rakowicki temetőben (1932)
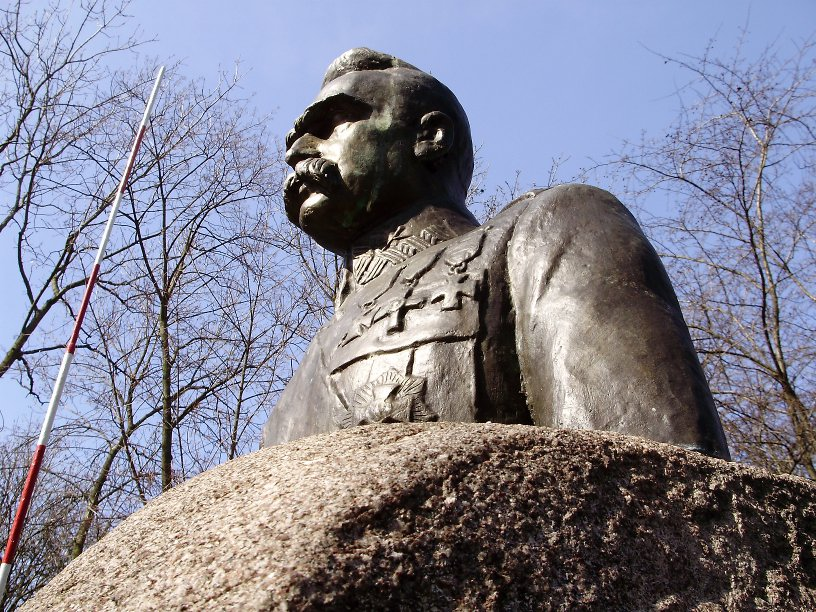
Józef Piłsudski emlékműve Turekben (terv 1936-ból)
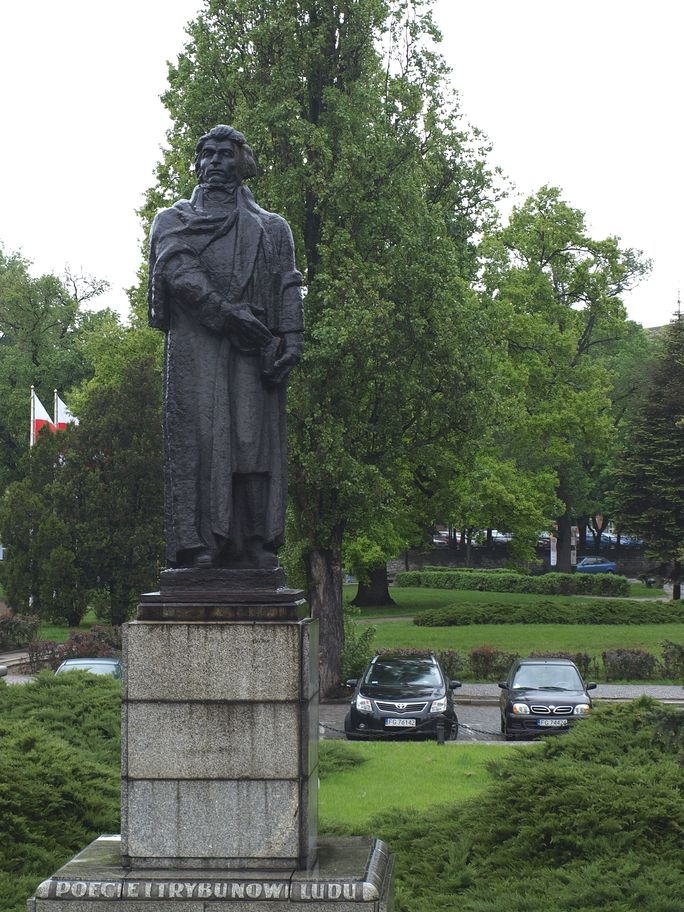
Adam Mickiewicz emlékműve Gorzów Wielkopolskiban (1956)
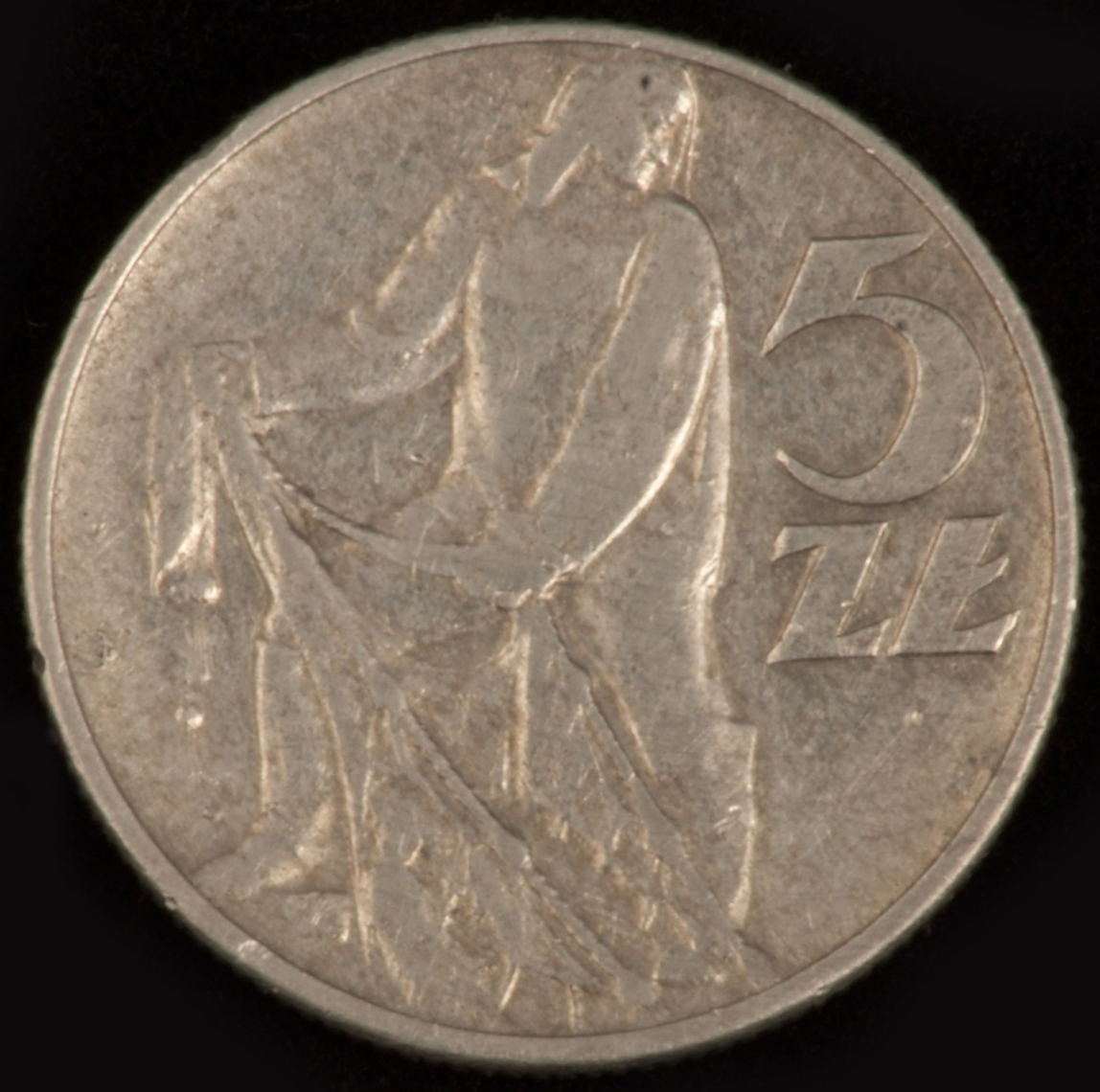
A korábbi 5 złoty-s érme hátoldala egy halász képével (terv 1958-ból)
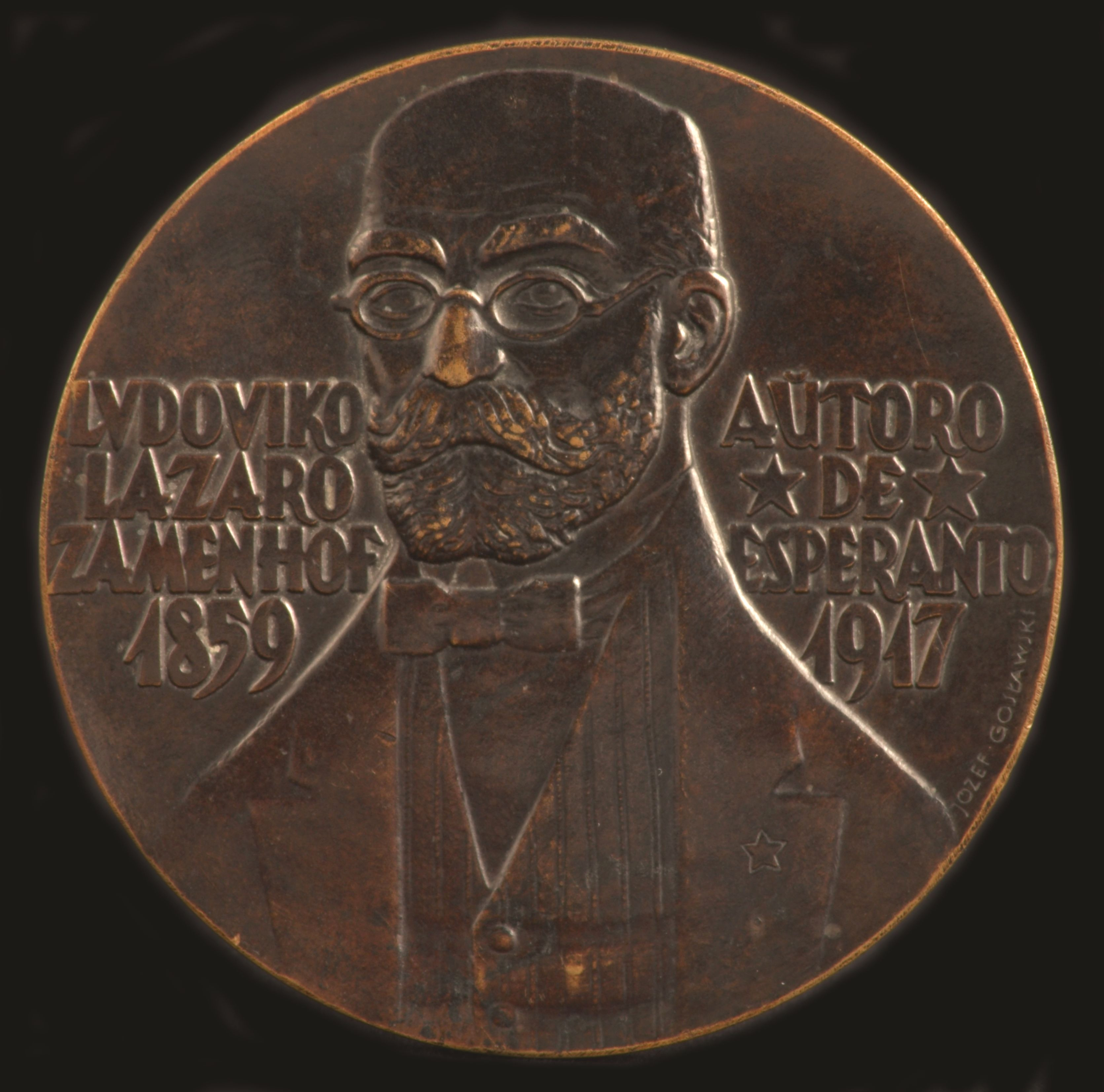
Lazar Markovics Zamenhof emlékérem előlapja (1959)
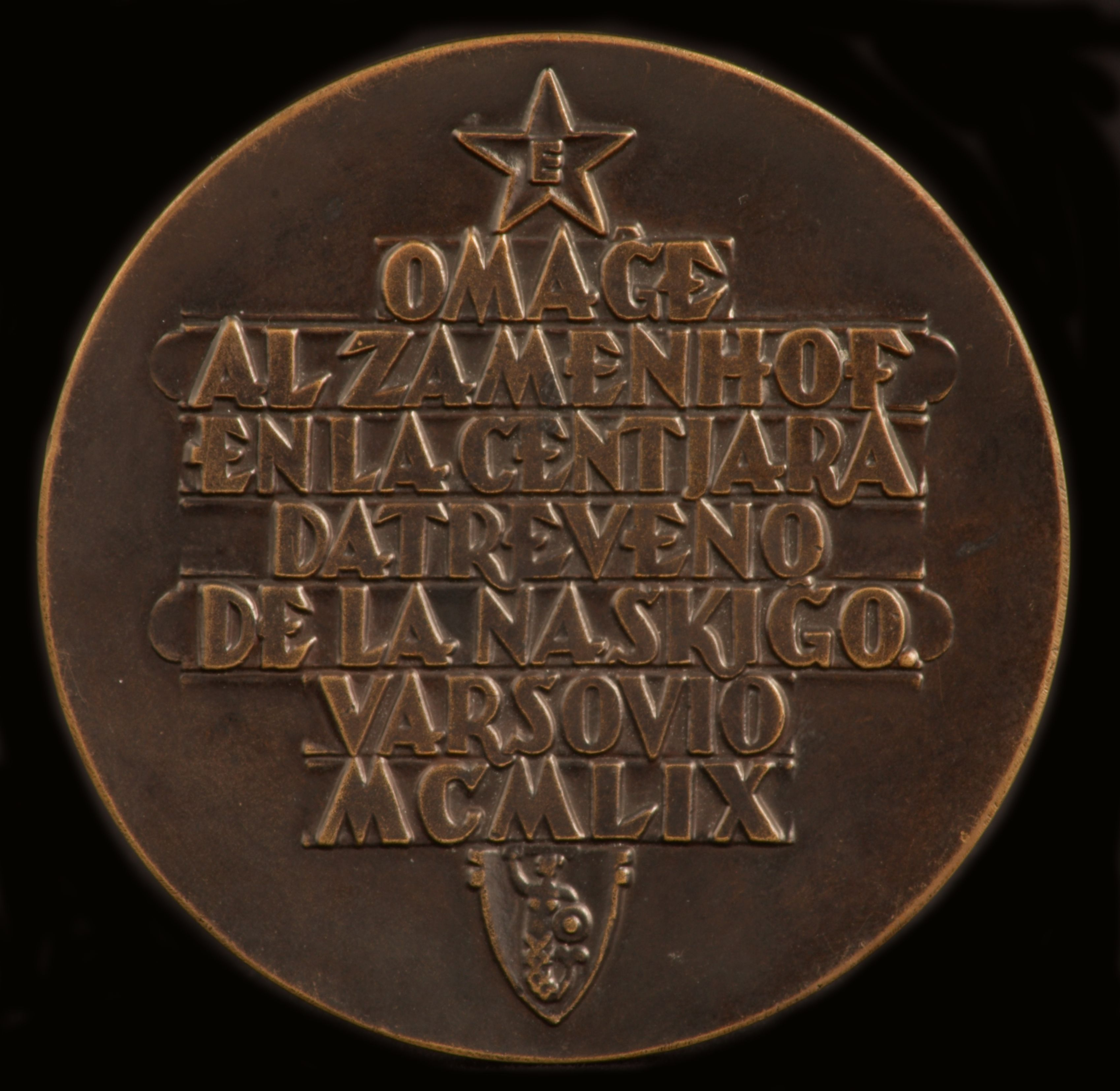
Lazar Markovics Zamenhof emlékérem hátlapja (1959)
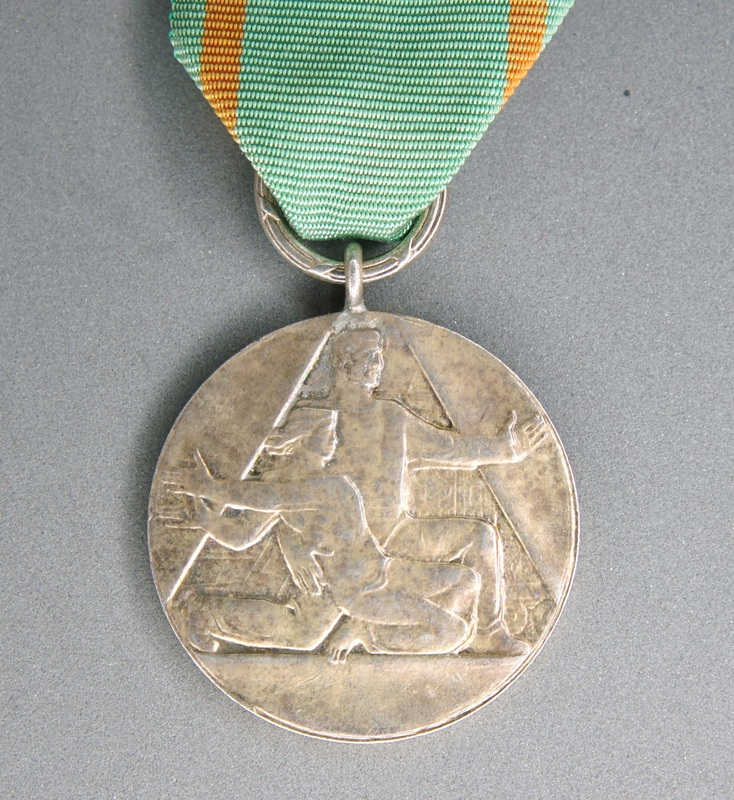
Áldozatért és Bátorságért emlékérem (1960)

## Külső hivatkozások
- Lost in the Shuffle (angol nyelven). warsawvoice.pl, 2003. július 24. [2012. március 21-i dátummal az eredetiből archiválva]. (Hozzáférés: 2010. november 16.)
- Józef Jan Gosławski (lengyel nyelven). culture.pl, 2002. március 1. [2012. február 29-i dátummal az eredetiből archiválva]. (Hozzáférés: 2010. november 16.)
- Jan Józef Gosławski - wystawa rzeźby i medalierstwa (lengyel nyelven). artinfo.pl. (Hozzáférés: 2010. november 16.)
- Słynni Medalierzy. Józef Jan Gosławski (lengyel nyelven). slynnimedalierzy.pl. (Hozzáférés: 2010. november 16.)
- Famous Medalists: Józef Gosławski (angol nyelven). mennica.com.pl. [2012. március 21-i dátummal az eredetiből archiválva]. (Hozzáférés: 2010. november 16.)
- PLN 5 “Fisherman” coin from 1958 (angol nyelven). mennica.com.pl. (Hozzáférés: 2010. november 16.)
- Józef Gosławski – monuments, coins, medals (angol nyelven). mennica.com.pl, 2009. december 10. (Hozzáférés: 2010. november 16.)
- Członkowie Związku Artystów Polskich Kapitol w Rzymie (lengyel nyelven). audiovis.nac.gov.pl. (Hozzáférés: 2010. november 16.)

## Fordítás
- Ez a szócikk részben vagy egészben a Józef Gosławski (Polish sculptor) című angol Wikipédia-szócikk ezen változatának fordításán alapul.  Az eredeti cikk szerkesztőit annak laptörténete sorolja fel. Ez a jelzés csupán a megfogalmazás eredetét és a szerzői jogokat jelzi, nem szolgál a cikkben szereplő információk forrásmegjelöléseként.